# San Isidro, San José Tenango
San Isidro är en ort i Mexiko.   Den ligger i kommunen San José Tenango och delstaten Oaxaca, i den sydöstra delen av landet, 300 km sydost om huvudstaden Mexico City. San Isidro ligger 1 175 meter över havet och antalet invånare är 122.
Terrängen runt San Isidro är bergig åt sydost, men åt nordväst är den kuperad. Terrängen runt San Isidro sluttar österut. Runt San Isidro är det ganska tätbefolkat, med 185 invånare per kvadratkilometer. Närmaste större samhälle är Isla Soyaltepec, 17,6 km nordost om San Isidro. I omgivningarna runt San Isidro växer i huvudsak städsegrön lövskog.